# Kloster Mortemer
Das Kloster Mortemer (Notre-Dame de Mortemer) ist eine ehemalige Zisterzienserabtei in der Gemeinde Lisors im Département Eure, Region Normandie, in Frankreich, rund 18 km nördlich von Les Andelys im bewaldeten Tal des Bachs Fouillebroc.

## Geschichte

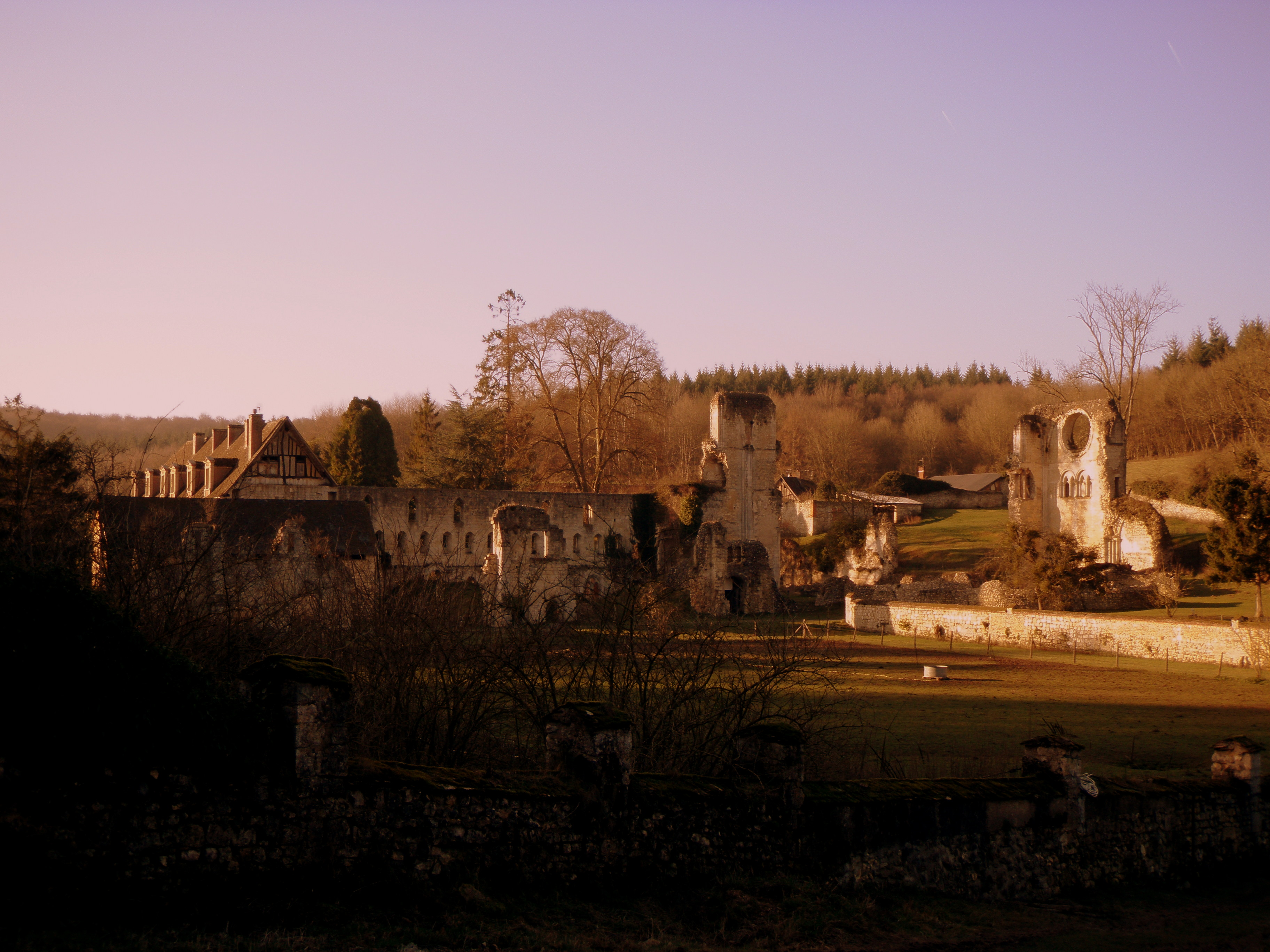
Kloster Mortemer

Das Kloster wurde 1130 von Robert de Candos bei Gisors gegründet und 1134 an seinen heutigen Ort verlegt. König Heinrich I. von England ließ die Gebäude errichten und stiftete Land für eine Grangie. 1137 schloss sich das Kloster als Tochter von Kloster Ourscamp dem Zisterzienserorden an und gehörte damit zur Filiation der Primarabtei Clairvaux. Der Bau der Anlage erfolgte ab 1138. Das Kloster erwarb oder errichtete weitere Grangien in Brémule, La Mésangère, Pommier und Quesneger. König Heinrich II. von England und seine Mutter Matilda trieben den Bau der Klosterkirche voran, der von 1154 bis 1209 erfolgte. Im 16. Jahrhundert wurde ein Abtshaus errichtet. In der Folge fiel das Kloster in Kommende. 1687 stürzten die Gewölbe der Kirche ein. Im 18. Jahrhundert fanden größere Arbeiten an den Gebäuden statt. 1790 bewohnten das Kloster noch fünf Mönche. Während der Französischen Revolution wurde es 1791 aufgelöst. Anschließend verfiel die Kirche. Der Westflügel des Klosters wurde 1808 abgebrochen. Im 19. Jahrhundert verfiel das Kloster weiter. 1926 wurden die Ruinen in das Ergänzungsverzeichnis zu den Monuments historiques eingetragen.

## Bauten und Anlage

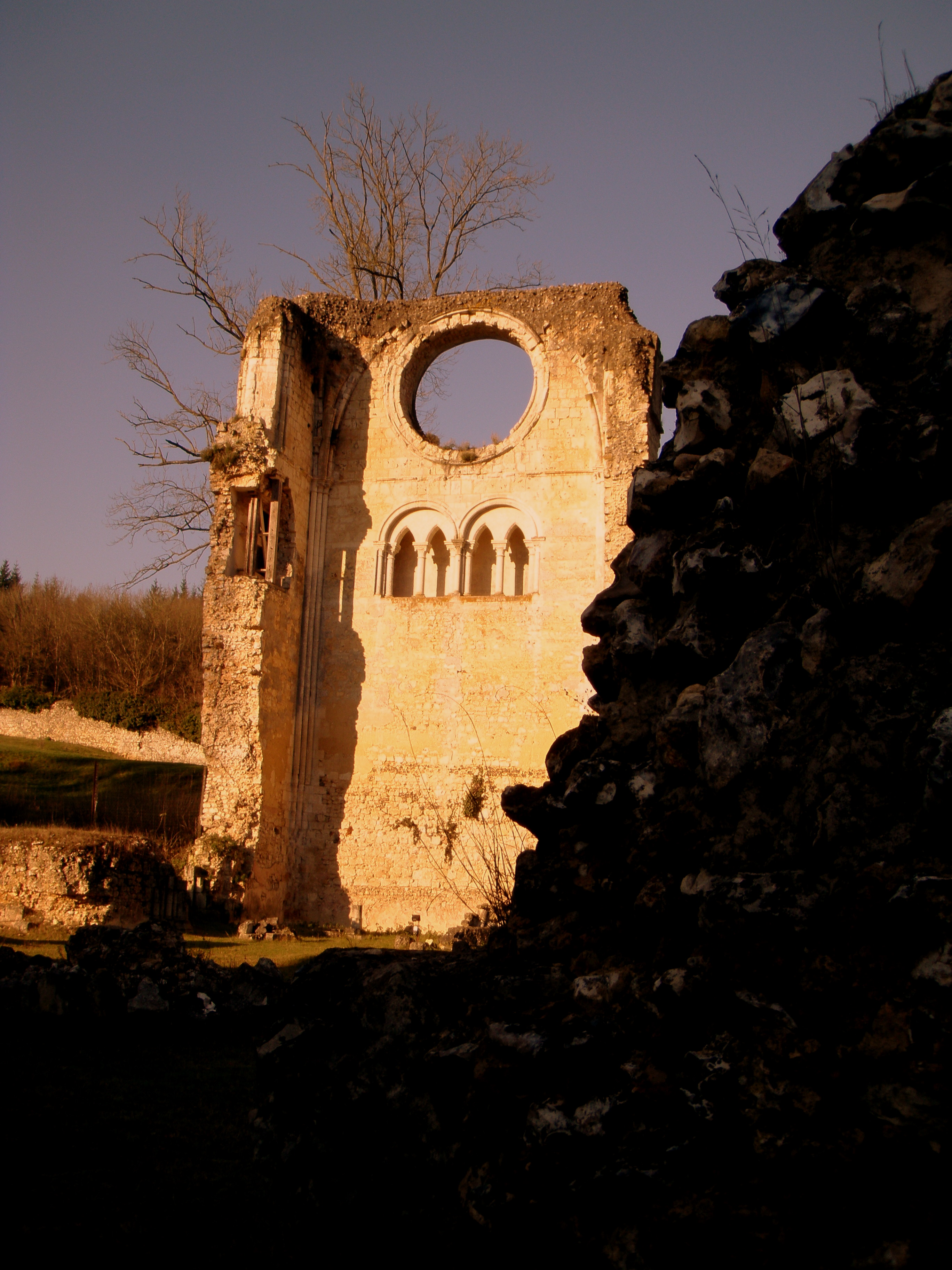
Überrest des Querhauses

Die Anlage ist ruinös erhalten. Von der kreuzförmigen, dreischiffigen Kirche mit Umgangskapellen stehen noch die Nordwand des nördlichen Querhauses und die Außenmauern des Chors. Von der Klosteranlage ist der Ostflügel mit dem spitztonnengewölbten Mönchssaal und den Außenmauern des Kapitelsaals erhalten. Vom Kreuzgang sind sechs im 17. Jahrhundert errichtete Joche noch vorhanden. Ein Bau aus dem 17. Jahrhundert ist restauriert worden. Im Park steht noch das Taubenhaus, ebenfalls aus dem 17. Jahrhundert.
In der Abtei gibt es ein Wasserbecken aus dem 12. Jahrhundert, das der Heiligen Katharina von Alexandrien geweiht ist. Das Wasser galt als wundertätig und sollte besonders jungen Frauen helfen, einen Ehemann zu finden. Das Kloster gehört heute einem Verein, der in der Tradition des Volksglaubens mehrmals jährlich Feste für Unverheiratete veranstaltet, die einen Besuch an dem Wasserbecken der Heiligen Katharina einschließen.

## Äbteliste
- Adam 1138–1154, englischer Mönch
- Etienne 1154–1163
- Geoffroy de la Chaussée 1164–1174
- Richard de Blosseville 1174–1180

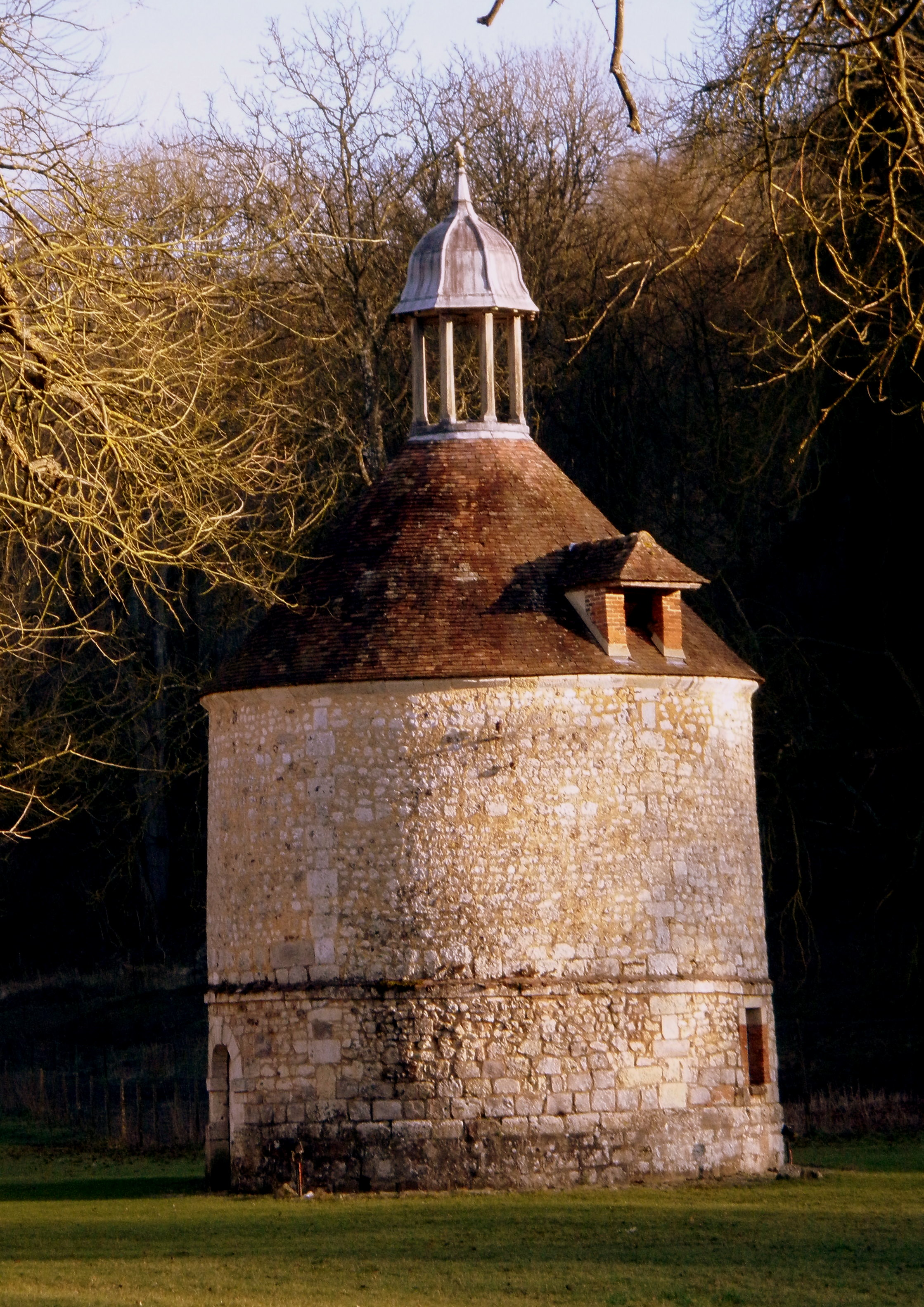
Das Taubenhaus

- Guillaume Tholomée 1180–1200 aus England
- Humbert 1202–1219
- Guillaume d’Autun 1405–1428
- Guillaume Girard
- Louis Huillard 1524–1543
- Philippe de la Fontaine
- César-Guillaume de La Luzerne 1756–1782